# J.Cl. Todes Døtreskole
J.Cl. Todes Døtreskole var en flickskola i Köpenhamn i Danmark, aktiv mellan 1787 och 1791. Det var den första skolan i både Köpenhamn och Danmark med målet att erbjuda flickor seriös undervisning.
Skolan grundades av Johan Clemens Tode den 4 september 1787. Grundandet skedde mot bakgrund av grundandet av två pojkskolor för borgerskapets söner, som hade grundats i Köpenhamn strax innan, och idén lades fram av Johan Clemens Tode och Emanuel Balling, som båda hade varit initiativtagare även till pojkskolorna. Vid denna tid intresserade sig Köpenhamns förmögna borgerskap för att förse sina söner med en noggrann utbildning, och bildade föreningar för att realisera detta.
Flickor hade vid denna tid inga verkliga skolor, utan enbart tillfälliga mamsellskolor eller flickpensioner där de fick lära sig hushåll och ytliga kunskaper för att göra sig attraktiva på äktenskapsmarknaden. När seriösa skolor för pojkar hade grundats, med argumentet att pojkar behövde bred kunskap för att kunna fungera väl i sin uppgift som medborgare, lades argumentet fram för att även flickor behövde en seriös undervisning i akademiska ämnen: i deras fall dock inte för att yrkesarbeta, men för att kunna stödja sina äkta män i deras affärsverksamhet när det var nödvändigt, och för att kunna undervisa sina barn och framtida medborgare. Argumentet var effektivt och skolan fick brett stöd och många elever vid sin invigning. Helene Cathrine Brandahl tillsattes som dess föreståndare och lärare.
Informationen om skolan är mycket liten, men den utsattes av häftig kritik av föräldrarna. Kritiken gick ut på att föräldrarna inte tilläts ha något inflytande över skolans verksamhet, att skolans ledning accepterade elever från familjer som inte ansågs ha tillräckligt hög status, att en medlem av dess styrelse hade uttalat sig negativt om kvinnlig utbildning över miniminivån, att en del elever ansågs utgöra ett dåligt exempel och att lärarna var obildade. Resultatet blev att föräldrarna bojkottade skolan genom att ta sina barn ur skolan (36 elever), och den gick därmed omkull år 1791. Föräldrarna (i realiteten fäderna) bildade därefter en förening med uppgift att bilda en ny skola, styrd av en styrelse sammansatt av föräldrarna, vilket realiserades med grundandet av Døtreskolen af 1791.
När J.Cl. Todes Døtreskole upplöstes och övergavs av sin förra direktion och ägare, sökte dock dess anställda föreståndare, Helene Cathrine Brandahl, tillstånd för att driva vidare skolan som sin egen. Hon fick tillstånd och skolan drevs sedan av henne under namnet Brandahls skole, och denna var verksam åtminstone fram till 1816, huruvida den bör anses vara en fortsättningen på J.Cl. Todes Døtreskole eller inte är en definitionsfråga. 